# Cyclothone microdon
Infolge ihrer Kleinheit und weiten Verbreitung ist die mesopelagische Cyclothone microdon vielleicht die individuenreichste Fischart – viele Billionen Exemplare leben im oberen Bereich der Tiefsee. Sie sind zu klein, um rationell befischt zu werden; obendrein werden ihre Fressfeinde dezimiert. Dennoch (bzw. darum) gibt es nur wenige Untersuchungen zu ihrer Biologie. William Beebe war der Erste, der sie (1932) lebend beobachten konnte: wegen ihrer Kleinheit und schlängelnden (anguilliformen) Schwimmweise hielt er sie anfänglich für Würmer.

## Merkmale

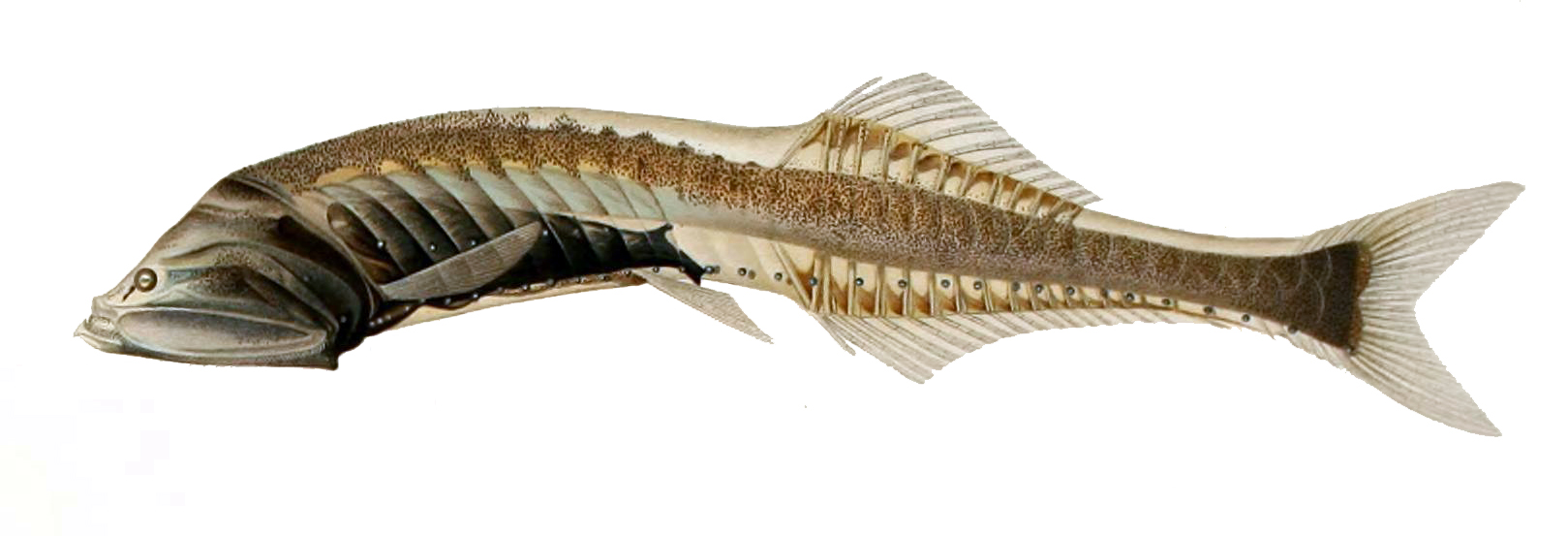
Cyclothone microdon.
Aus: E. Zugmayer 1911

Die Art aus der Familie der Borstenmäuler (engl. bristlemouths) findet sich zwischen 200 und 5700 m Tiefe (bei 0 bis 6 °C – es ist also kalt-stenotherm) – im Gegensatz zu vielen anderen Tiefseefischen steigt es nie in Oberflächennähe auf. Sehr häufig ist es zwischen 500 und 2700 m Tiefe, in Abhängigkeit von planktonischen Copepoden, seiner Hauptnahrung, am häufigsten unter 1000 m. Die zahlreichen Zähne im Maul sind sehr klein, das Maul selbst aber ist tief gespalten (engl. anglemouth) und so lang wie der Kopf (der Kieferstiel ist nach hinten gerichtet). Der Fisch sperrt es weit auf, wenn die Planktondichte es zulässt, und seiht dann umherschießend die Ruderfußkrebse mit seiner Kiemenreuse (19–23 lange Branchiospinen) pauschal aus dem Wasser; sonst aber schnappt er sie einzeln auf. Das hat schon Beebe 1932 aus seiner Bathysphäre beobachtet, und 1953 lieferten Günther und Deckert eine funktionelle Analyse des Nahrungserwerbs. Für einen 30 bis 70 mm langen Fisch sind 2 mm lange Planktonten schon recht „groß“. Die Färbung der Fische ist silbrig, mit zahlreichen großen, sternförmigen Melanophoren (braun), insbesondere an Kopf und Rücken. Besonders entlang der Bauchkante gibt es zahlreiche grünliche und einige rötliche, artcharakteristisch angeordnete kleine Leuchtorgane. Die Augen sind klein, aber durchaus funktionstüchtig. Statt einer Schwimmblase sorgt Fettgewebe unter der Haut für Auftrieb. Die Maximallänge beträgt 76 mm, das Höchstalter dürfte bei drei Jahren liegen.
Flossenformel: D 12-15, A 17-20, P 9-10, V 5-6, C (mit deutlichen Vorstrahlen) ~34. 33–36 Myomeren (entsprechend der Zahl der Schuppen der Linie entlang den Flanken).

## Ökologie
Wegen des Unterhalts der Nährtiere, zu denen auch Muschelkrebse (Ostracoda) und Flohkrebse (Amphipoda) gehören, ist der Fisch nicht völlig unabhängig vom Ozeanboden (marines Benthal), beispielsweise des mittelatlantischen Rückens. Mit mindestens acht weiteren (kleineren), fast weltweit verbreiteten Arten dieser Gattung – sowie fast ebenso vielen lokal beschränkten – ordnet er sich in ein synökologisches Ressourcennutzungs-Schema ein, in das wir bisher kaum Einblick haben. Auch die Jungfische haben da ihre eigenen Präferenzen – die Verteilung ist in jedem Fall sehr ungleich, und wir wissen nicht, auf Grund welcher Reize sie erreicht wird. C. microdon scheint so z. B. stets unterhalb von C. braueri, einer ebenfalls sehr häufigen Art, vorzukommen. Sein Vorkommen ist im km³-Aspekt natürlich überverteilt, im m³-Aspekt jedoch gleich verteilt, um für Fressfeinde möglichst unergiebig zu sein. In der Beebe zugänglichen Tiefenzone (500–900 m) waren (theoretisch) immer einige Exemplare in Sicht. Auch schreibt Beebe (l.c., p. 318), dass er im Dunkel ihre Leuchtorgane nie wahrgenommen habe – entweder sind sie also ganz schwach oder der Fisch kann sie regeln und benutzt sie nur zeitweilig. Dass die Cyclothonen für alle kleineren Räuber der Tiefsee als Beute – neben Alepocephalus, Argentina, Argyropelecus, Maurolicus u. a. – sehr wichtig sind, versteht sich von selbst.

## Vermehrung
Cyclothone microdon hat keine definierte Laichzeit, sondern produziert fortlaufend einige Eier, die sich dann im Wasser frei treibend zu Larven (3 mm, wurmförmig) entwickeln. Die Geschlechtsreife tritt bei ca. 30 mm Länge ein. Die Männchen werden länger als Weibchen: sie entwickeln insbesondere größere Geruchsorgane (man schließt daraus auf weibliche Pheromone). Prot(er)andrische Geschlechts-Umwandlungen kommen bei C. microdon vor.

## Verbreitung
Dieser Fisch kommt in allen Meeren vor, ausgenommen das arktische. Selten ist die Art im nördlichen Indischen Ozean, in der östlichen Südsee und im Mittelmeer (zu warm). C. pygmaea (30 mm lang) wurde früher als Mittelmeer-Unterart von C. microdon angesehen. 

## Gattungs-Name
Cyclothone (Goode et Bean 1896) könnte, aus dem Altgriechischen, „ein rundes Stück Leinwand (othonē)“ bedeuten; welche Vorstellung damit zu verbinden ist, bleibt aber unklar – etwa Filter (heute: Papier-!) für Trichter?